# Las Colinas Area Personal Transit System
 (janvier 2021).
Le Las Colinas Area Personal Transit System est un système de navettes qui dessert le quartier Las Colinas à Irving, une ville de l'aire métropolitaine de Dallas, au Texas. Le système dispose de quatre stations et d'un centre de maintenance et de contrôle, et est exploité avec deux véhicules de petites dimensions, un pour chaque itinéraire. Le système utilise une technologie de transport en commun automatisé, bien que pour le moment il soit conduit manuellement, et existe principalement pour le bénéfice des employés de bureau et de quelques résidents locaux.

## Histoire
La communauté de Las Colinas a été fondée en 1973. L'APT de Las Colinas a été conçu comme un système de circulation automatisé pour le centre urbain en développement de Las Colinas. Le plan à longue portée prévoyait un total de 8 km de voie de guidage à deux voies et 20 stations. Le système devait contenir trois boucles internes et une boucle externe, les passagers effectuant des transferts entre les boucles à quatre échangeurs clés. La construction de l'APT n'a commencé qu'en 1979 et elle s'est limitée jusqu'à présent à la première phase du projet qui comprenait 2,3 km de voie de guidage double et 4 stations.
Bien que les rails de guidage furent installés en 1983, le système n'a été finalisé et ouvert qu'en 1986, à la suite de l'achat de quatre voitures, de l'infrastructure d'alimentation et de contrôle à la société AEG-Westinghouse, qui a depuis été achetée par Bombardier Transport.
Le service passagers a commencé trois ans plus tard, le 18 juin 1989, les cinq premières années d'exploitation devant être supervisées par le vendeur. Cela faisait partie d'un contrat de 45 millions de dollars (25 millions pour l'infrastructure et 20 millions pour le système avec le matériel roulant). Le système fonctionnait initialement de 7 h à minuit en semaine, de 11 h à minuit le samedi et de 11 h à 22 h. le dimanche avec un tarif de 50 cents par trajet. Sa fréquentation hebdomadaire atteignait 2 700 passagers.
En juillet 1993, le système a été fermé en raison de l'augmentation des dépenses et du manque de développement envisagé à la suite du crash immobilier dans la région de Dallas. Le système a été mis en veilleuse et les plans d'expansion ont été suspendus.
Le quartier de Las Colinas a entamé une renaissance vers la seconde moitié des années 1990 et le système a rouvert en conséquence le 2 décembre 1996. Bien que le système actuel ne fonctionne encore que sur une base limitée, l'arrivée de la ligne orange de DART et le développement de la région favorisent une expansion. Depuis le 10 juin 2013, le système fonctionne du lundi au vendredi de 6 h à 18 h, sans service le week-end.

## Les caractéristiques techniques du système
Le système de Las Colinas est un développement de la société Westinghouse vers des transports légers automatiques de petites capacités. Le véhicule, désigné C-45 en rapport avec sa capacité de transport, sera le seul mis en exploitation par la société. La longueur du véhicule roulant sur pneumatique est de 8,1 m., à comparer aux 11,9 m. du C-100, sa largeur de 2,4 m. Les véhicules roulant sur une piste en béton, équipés de pneus de guidage sont guidés par un rail central et alimentés électriquement en 480 V ac/dc par un troisième rail de traction sur un côté de la piste. Le véhicule dispose de portes permettant une ouverture de 1,6 m.
Sur les quatre véhicules achetés en 1986 à Intermountain Design Inc., seuls deux sont utilisés au quotidien. Chaque véhicule peut transporter 45 passagers: 33 debout et 12 assis. Le système fonctionne manuellement, avec seulement deux trains circulant selon la demande. Les conducteurs utilisent un petit panneau de commande équipé de commandes d'urgence et de maintenance.
Le centre de maintenance et de contrôle est l'endroit où tous les véhicules sont stockés. Chaque train commence son premier voyage matinal ici. Le centre de contrôle est tenu par un surveillant pendant les périodes d'opération.

## Exploitation et fréquentation
Depuis la réouverture de 1996, le système était géré, à titre gratuit pour les passagers, par le Dallas County Utility and Reclamation District.
Il fonctionne de 6 h 00 à 18 h 00, en semaine seulement, au profit des employés de bureau qui se rendent à la station Bell Tower / Mandalay Canal pour déjeuner dans les restaurants qui s'y trouvent, ainsi que pour les passagers du réseau Dallas Area Rapid Transit (DART) qui embarquent à la station Tower 909.
En avril 2013, Schwager Davis, Inc. a signé un contrat avec DCURD pour l'exploitation et la maintenance du système APT de Las Colinas. Aujourd'hui, Schwager Davis, Inc. emploie dix personnes pour entretenir le système, répartir les trains et quatre conducteurs.

### Les trajets

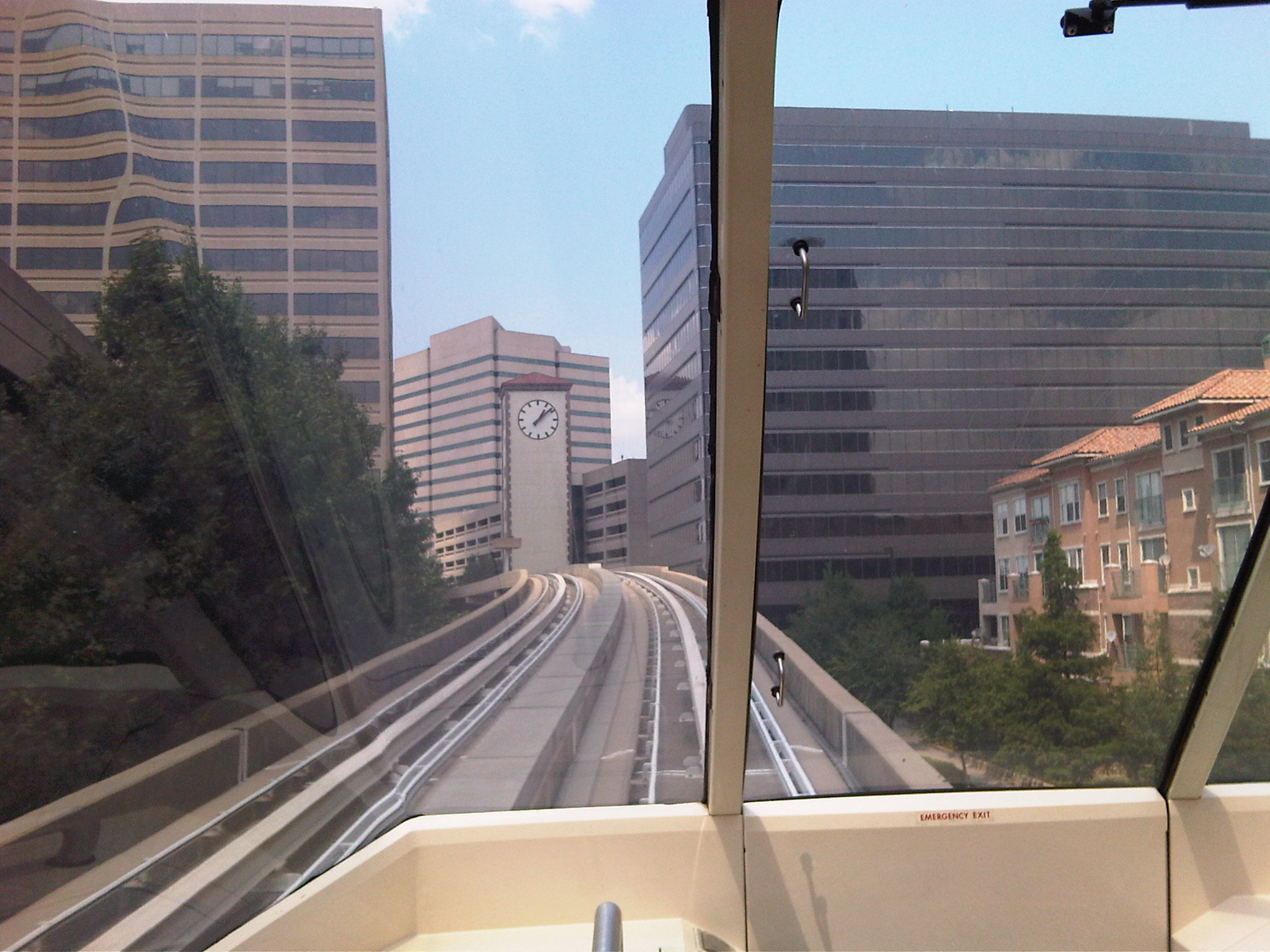
Las Colinas APT en direction de la station Bell Tower/Mandalay Canal

La phase I, qui comprenait une partie de la section ouest de la boucle externe et une partie d'une boucle interne, reste le seul segment en service avec deux trajets, chacun avec trois stations. La voie de guidage contient deux voies avec un espace pour une troisième si la demande le justifie, et est séparée par niveau pour la longueur de l'itinéraire.
- Piste 1 (rouge) - Cette route commence à la station 600 Las Colinas Boulevard et se termine à Urban Towers.
- Piste 2 (bleu) - Cet itinéraire commence à la station 600 Las Colinas Boulevard et se termine à la station Tower 909 (station Las Colinas Urban Center de la ligne Orange du DART[11]).
- Piste 3 - Cette voie commence à la station Urban Towers et se termine à la station Tower 909. La voie de guidage a été construite mais les voies n'ont jamais été installées ni en service.

### Les stations

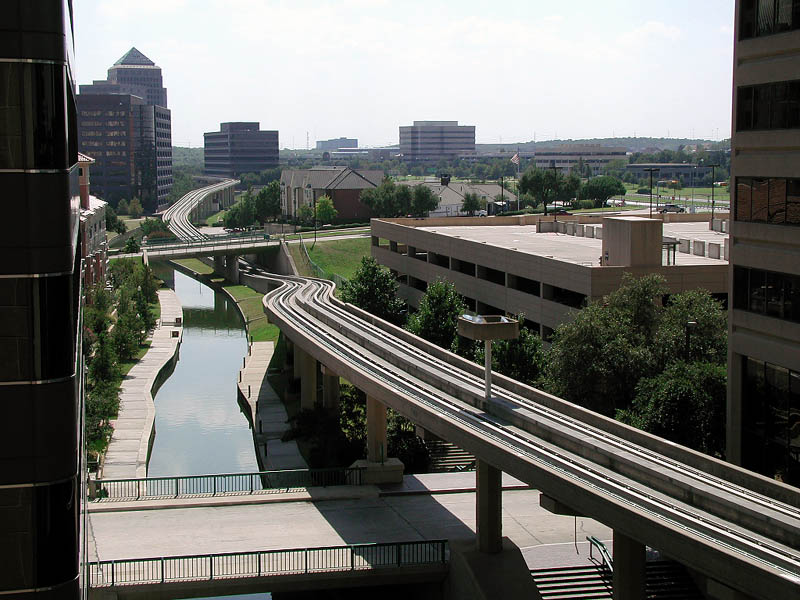
APT voies 1/2 vers le sud près de la station Bell Tower/Mandalay Canal

Les quatre stations d'origine et le centre de maintenance sont les seuls points d'arrêt opérationnels pour les passagers du système APT. Toutes les stations sont surélevées. Toutes les stations à l'exception de Bell Tower / Mandalay Canal Station sont accessibles par des immeubles de bureaux privés.
Les stations ont une longueur de 16 m. pour permettre l'arrêt de train de deux véhicules et sont équipées de portes palières.
- Urban Towers - Voies 1 et 3, desservant l'immeuble de bureaux Urban Towers au 222 W. Las Colinas Blvd. Ceci sert de terminus nord actuel du système.
- Tour 909 - Voies 2 et 3, situées au 909, promenade du lac Carolyn. Cet arrêt dessert l'immeuble de bureaux de la tour 909 et constitue le terminus est du système. La station comprend une connexion piétonne surélevée vers la station Las Colinas Urban Center de la Orange Line (Dallas Area Rapid Transit) (en).
- Bell Tower / Mandalay Canal - Voies 1 et 2, situées au-dessus du canal Mandalay au 27 Mandalay Canal. Il s'agit de la gare principale et la plus populaire et sert de nombreux restaurants. Connu officiellement sous le nom de Lauren E. McKinney Transit Center.
- 600 boulevard Las Colinas - Voies 1 et 2, desservant l'immeuble de bureaux adjacent.

## Projets d'extension
Des plans d'extension du système existent depuis la création de l'APT. Le plan original prévoyait un itinéraire en boucle en forme de banane qui entourait complètement le lac Carolyn, mais la ligne orange du DART suivra désormais l'itinéraire de la section prévue. La voie de guidage de la piste 2/3 a suffisamment d'espace pour deux lignes, bien que seule la voie 2 soit actuellement en service.
En 2012, le Dallas County Utility and Reclamation District a achevé un processus d'extension avec l'arrivée en 2010 de la ligne orange du DART, créant une correspondance avec l'APT.
D'autres options d'expansion future possibles envisagées comprennent :
- Création de la voie 3, acquisition de véhicules supplémentaires, automatisation du système et augmentation des heures de fonctionnement.
- Construire des stations intercalaires le long des lignes existantes à divers endroits des projets de développement.
- Extension de la voie 1/3 au nord sur les supports de guidage existants vers un quartier de divertissement prévu.
- Prolongement de la voie 1/2 jusqu'à la gare South Las Colinas pour un futur accès ferroviaire de banlieue.

Aucun de ces projets ne semble en passe d'être réalisé.